# Orbital molekularny

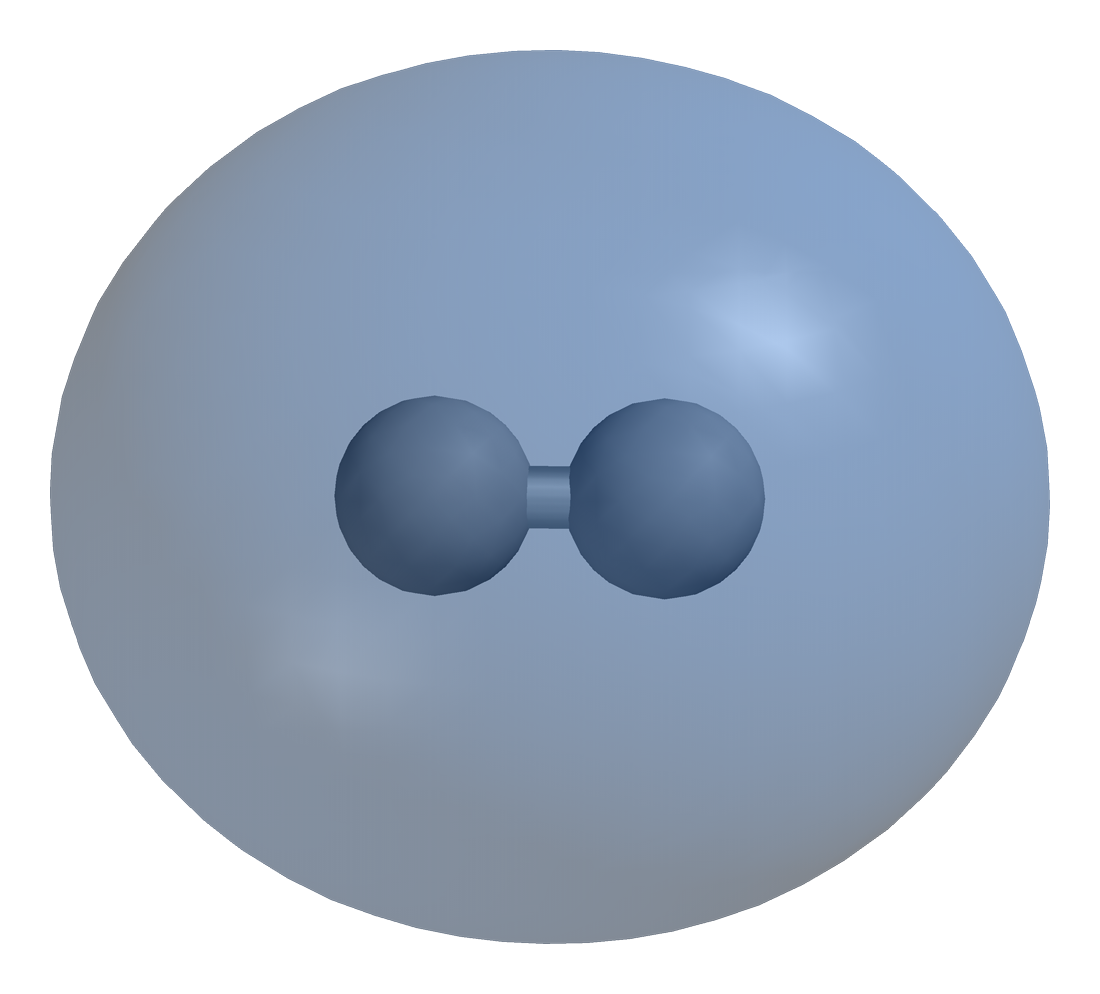
Kształt orbitalu wiążącego 1sσ cząsteczki H_{2}

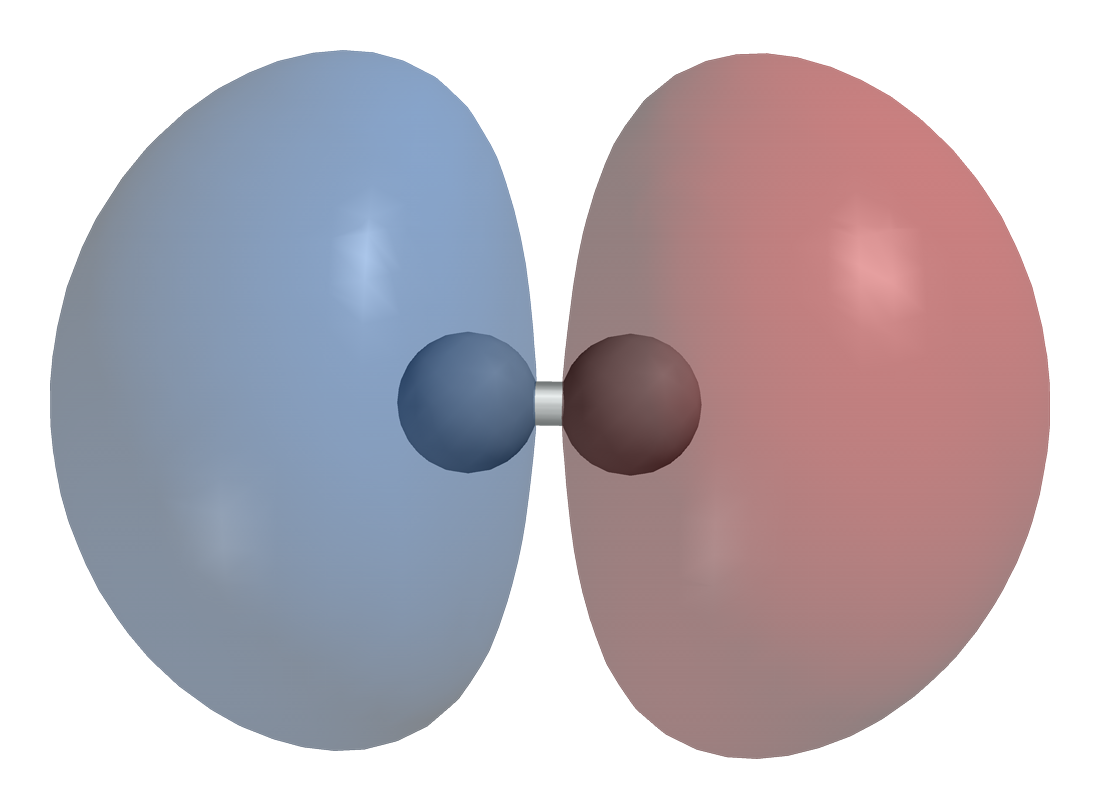
Kształt orbitalu antywiążącego 1sσ* cząsteczki H_{2}

Orbital molekularny (inaczej: cząsteczkowy, skrót: MO) – funkcja opisująca stan elektronu w cząsteczce, w ramach teorii orbitali molekularnych (ang. molecular orbital theory). Zwykle przedstawia się go jako kombinację orbitali atomowych – „zwykłych” bądź zhybrydyzowanych.
Orbitale molekularne dzieli się głównie na:
- zlokalizowane, np. H–O w wodzie
- zdelokalizowane, np. w cząsteczce benzenu

Jednakże każdą funkcję falową elektronów w cząsteczce można przedstawić jako wyznacznik Slatera orbitali totalnie zdelokalizowanych lub całkiem zlokalizowanych.
Zarówno jedne, jak i drugie mogą być:
- wiążące (stabilizują cząsteczkę)
- antywiążące (destablilizują cząsteczkę, są oznaczane gwiazdką [*])
- niewiążące (są obojętne przy oznaczaniu trwałości cząsteczki)

Przykłady orbitali molekularnych:
- σs-s – wszystkie MO utworzone z orbitali s to wiązania σ
- σs-p – wiązanie powstałe przez czołowe nakładanie się orbitali s i p
- σs-sp3 – wiązanie pomiędzy orbitalem s a hybrydą sp3, jak np. w metanie
- πp-p – wiązanie π może występować tylko z orbitalami innymi niż s, czyli p, d i f.
- πp-p* antywiążący orbital π
- δ – orbital powstały przez boczne nakładanie się dwóch orbitali d, lub orbitalu d z orbitalem π*, posiada dokładnie dwie płaszczyzny węzłowe zawierające oś wiązania
- φ – orbital powstały przez boczne nakładanie się dwóch orbitali f

W wiązaniu σ występuje czołowe nakładanie się orbitali, a w wiązaniach π, δ i φ – boczne.